# Edward Osóbka-Morawski
Edward Bolesław Osóbka-Morawski (n. 5 de outubro de 1909 - m. 9 de janeiro de 1997) foi um político polonês, o primeiro primeiro-ministro da Polônia sob o regime socialista, tendo governado entre 1944 e 1947.